# Arak (Verwaltungsbezirk)
Arak (persisch شهرستان اراک) ist ein Schahrestan in der Provinz Markazi im Iran. Er enthält die Stadt Arak, welche die Hauptstadt des Verwaltungsbezirks ist. 

## Kreise
- Zentral
- Khandab

## Demografie
Bei der Volkszählung 2016 betrug die Einwohnerzahl des Schahrestan 591.756. Die Alphabetisierung lag bei 90 Prozent der Bevölkerung. Knapp 90 Prozent der Bevölkerung lebten in urbanen Regionen.
| Zensusjahr | Einwohnerzahl |
| ---------- | ------------- |
| 2011       | 599.634       |
| 2016       | 591.756       |